# Каракольские озёра
Карако́льские озёра (от алт. Кара-Кол — «Чёрное озеро») — группа из семи живописных горных озёр на севере Алтайских гор (Чемальский район Республики Алтай РФ).
Расположены на западном склоне хребта Иолго, водораздела рек Бия и Катунь у подножия перевала Багаташ. Здесь берёт начало речка Тура — приток реки Каракол, которая, в свою очередь, впадает в приток Катуни Элекмонар. Расстояние от села Элекмонар до Каракольских озёр — около 30 км. Автомобильной дороги с твёрдым покрытием до самых озёр нет.

## Физико-географическая характеристика
Каракольские озёра имеют ледниково-тектоническое происхождение. Котловины их располагаются на ступенях гигантской каровой лестницы. Самое нижнее из озёр находится на высоте 1820 м над уровнем моря, самое верхнее — на высоте около 2097 м, по другим данным — 1630 и 1840 м соответственно. С увеличением высоты размер озёр и температура воды в них становятся всё меньше. Длина самого большого из озёр составляет 440 м, и ширина 350 м, а площадь — приблизительно 12 га. Озёра находятся на расстояниях 300—800 метров друг от друга и соединяются вместе ручьями. Система Каракольских озёр включает в себя широкий спектр природно-климатических зон, что обусловлено значительным перепадом высот. Нижние озёра окружены горной кедровой тайгой, выше леса уступают место альпийским лугам, а для окрестностей небольших верхних озёр типичны флора и фауна высокогорной тундры. Вода в озёрах холодная и чистая, водные растения в них практически отсутствуют, так же как и рыба.
Химический состав воды во всех озёрах различается. В озере № 2 повышена концентрация серебра, в озере № 5 — железа.

## Туризм
В 1978 году решением сессии Алтайского краевого Совета народных депутатов Каракольским озёрам был присвоен статус Памятника Природы Горно-Алтайской автономной области. Статус Памятника Природы впоследствии был подтверждён Постановлением Правительства Республики Алтай от 16.02.1996. Режим посещения озёр — заповедно-рекреационный.
К озёрам организуются экскурсии с туристических комплексов Чемальского района, многие маршруты конных туров по отрогам хребта Иолго не обходятся без посещения этого озёрного комплекса.
На берегу озера № 5 расположена туристическая база.

## Галерея

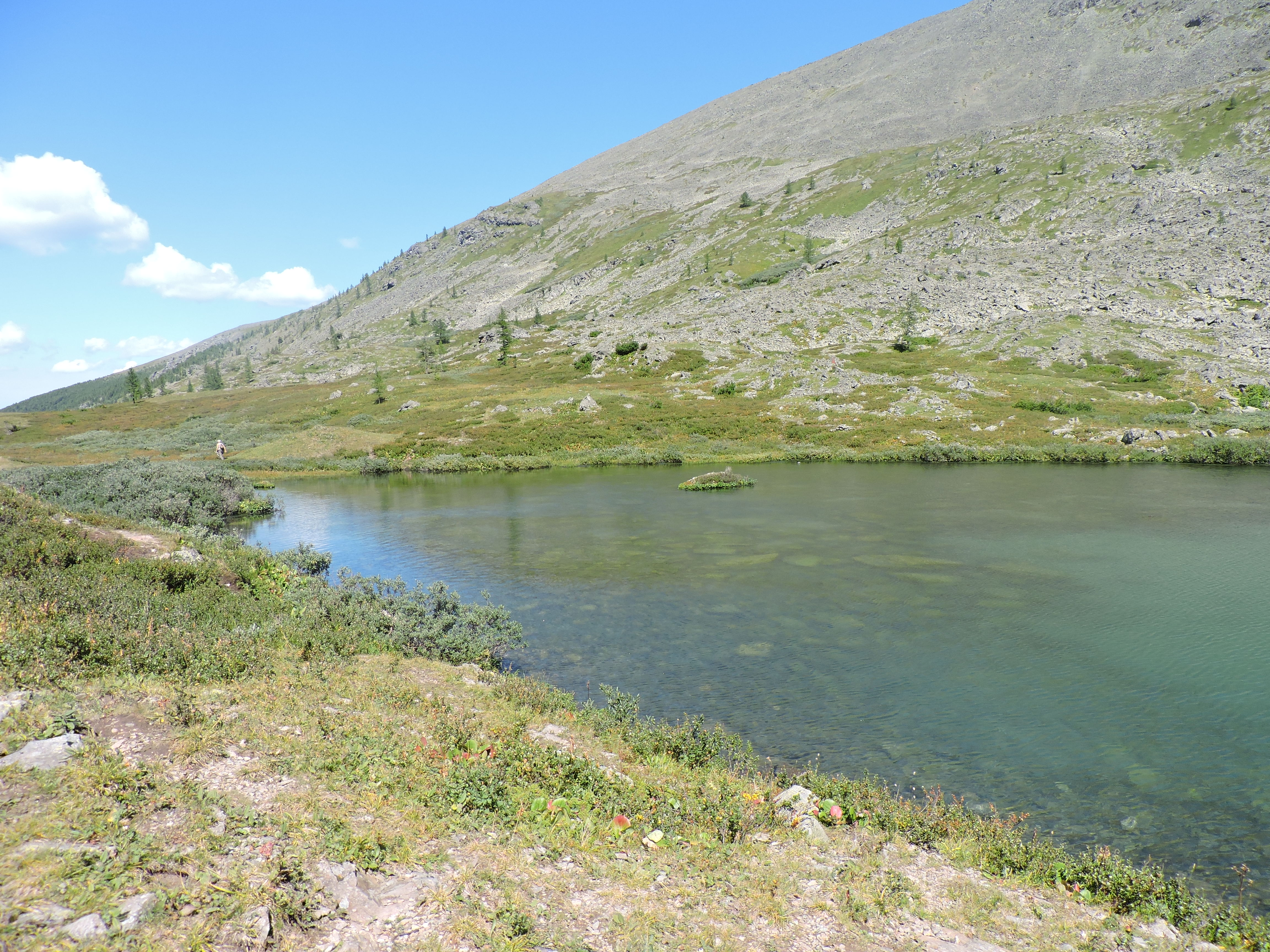
Озеро № 1
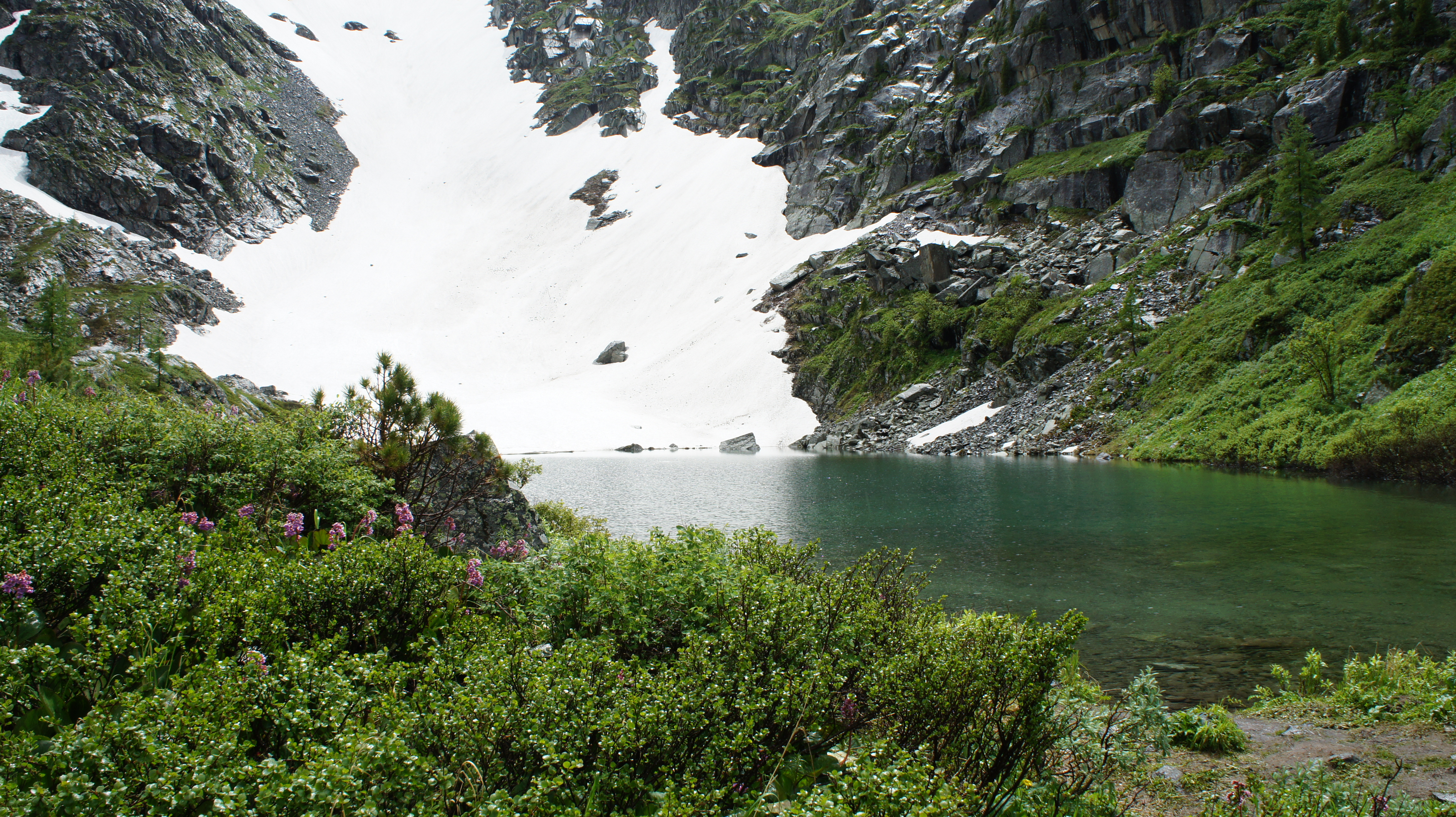
Озеро № 2
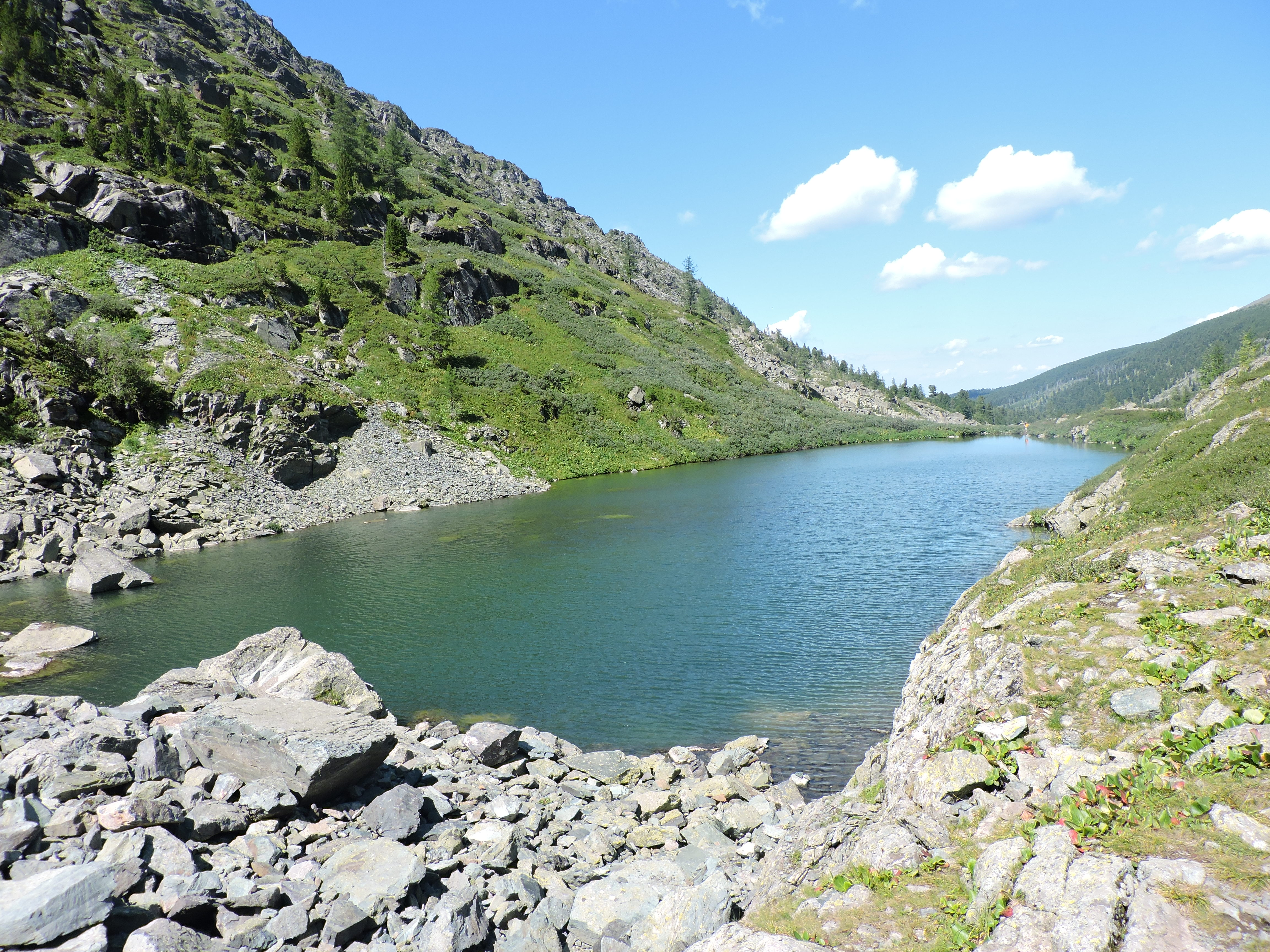
Озеро № 2
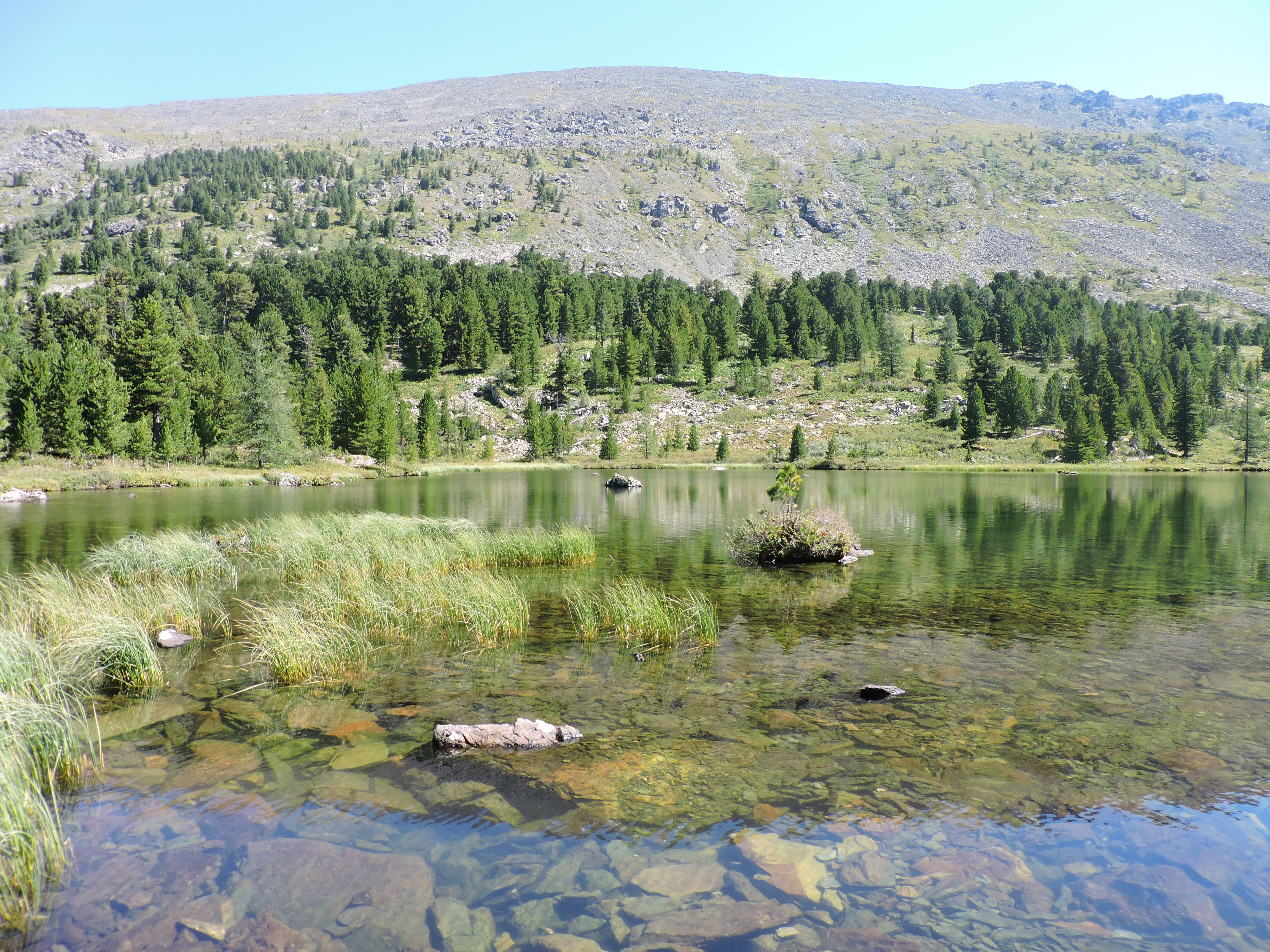
Озеро № 4
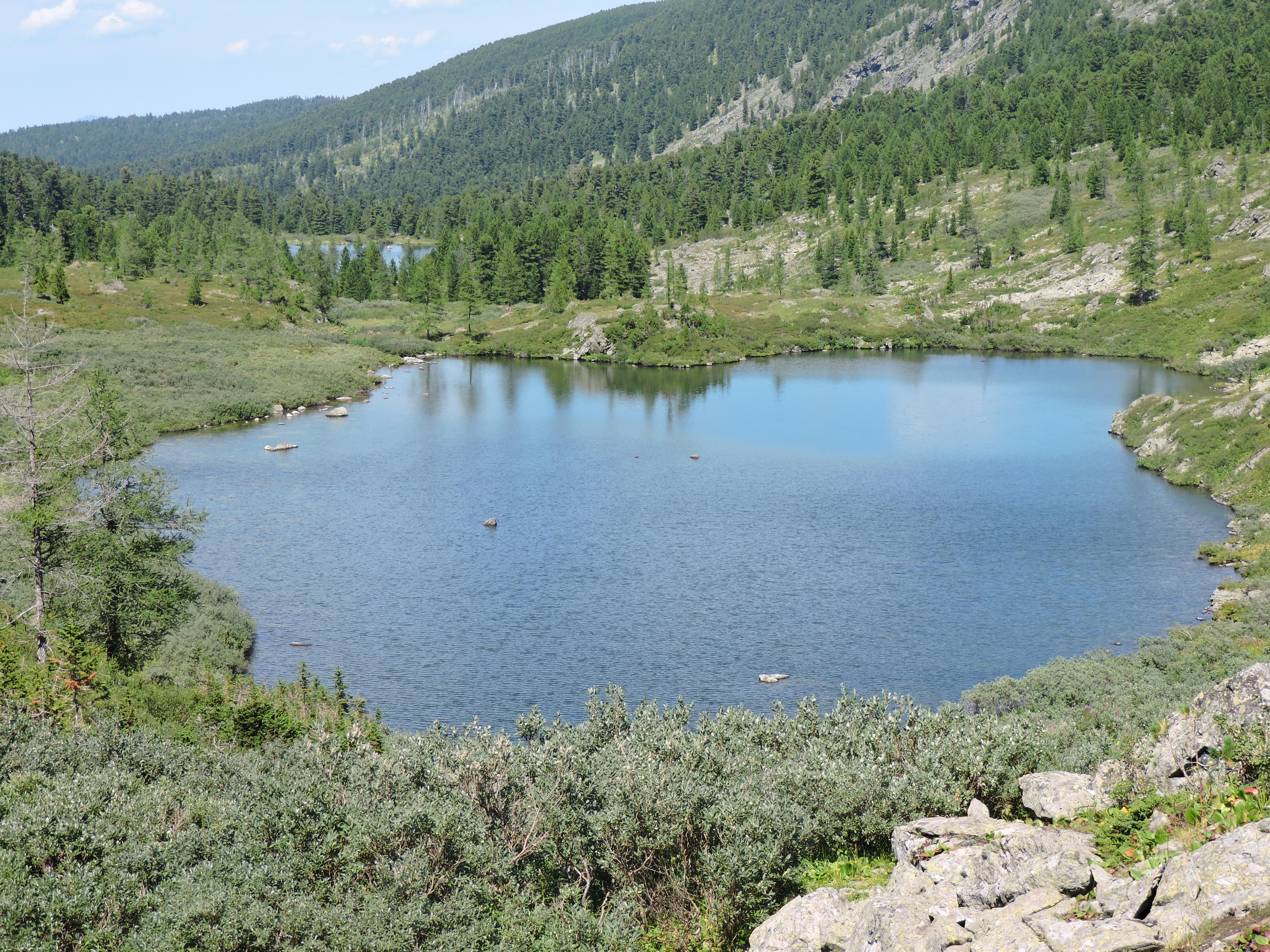
Озеро № 3
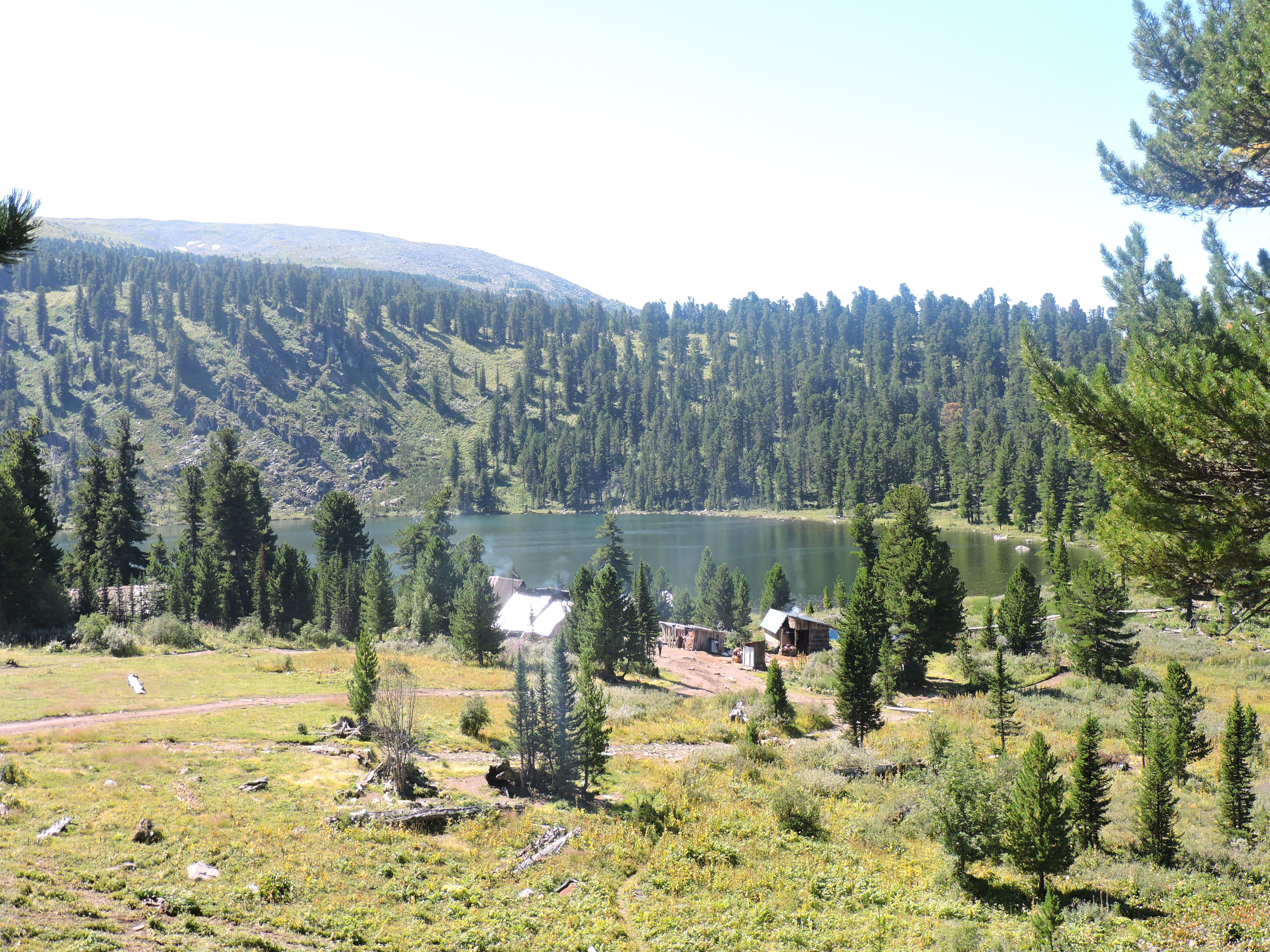
Озеро № 5
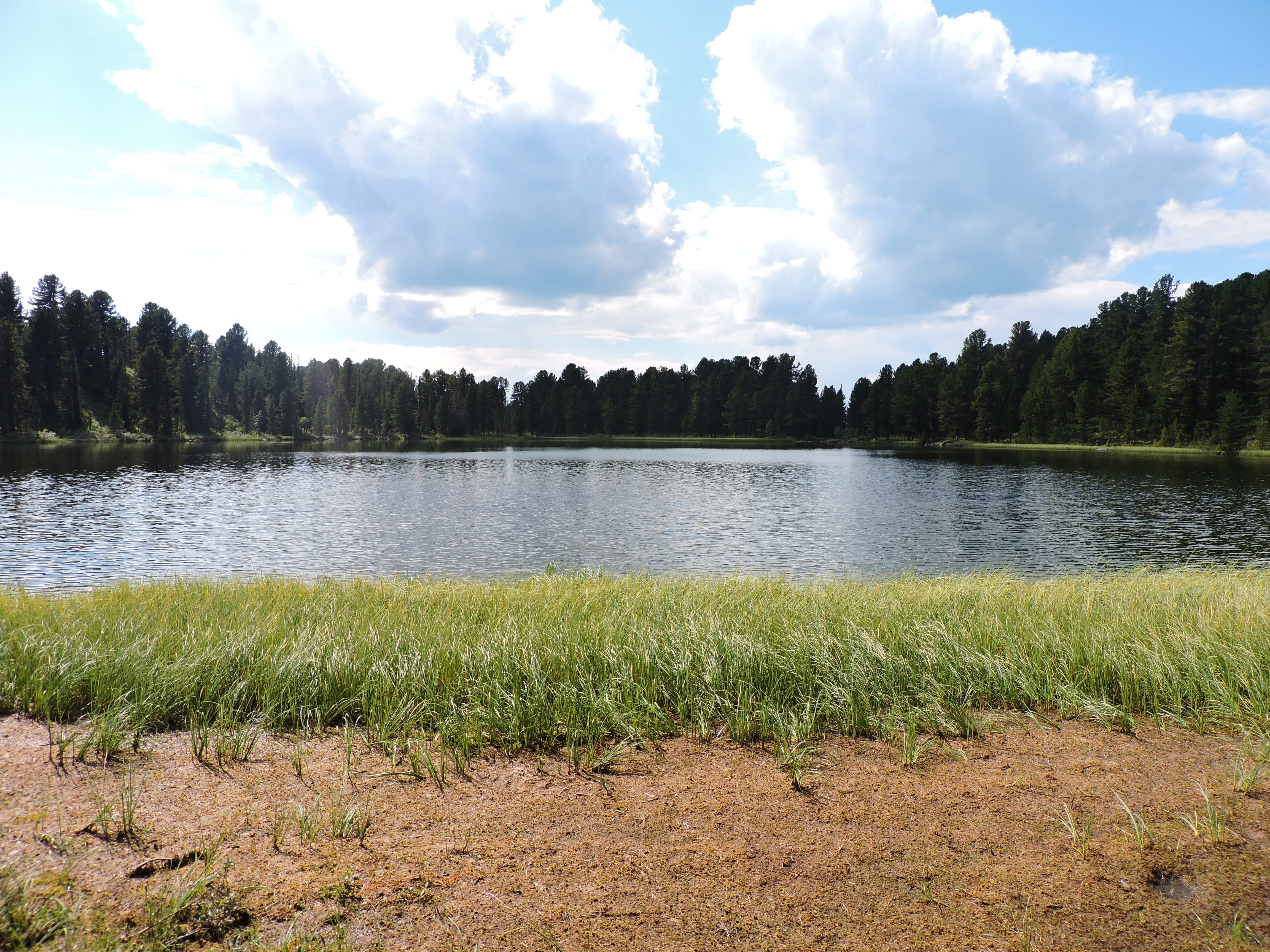
Озеро № 6
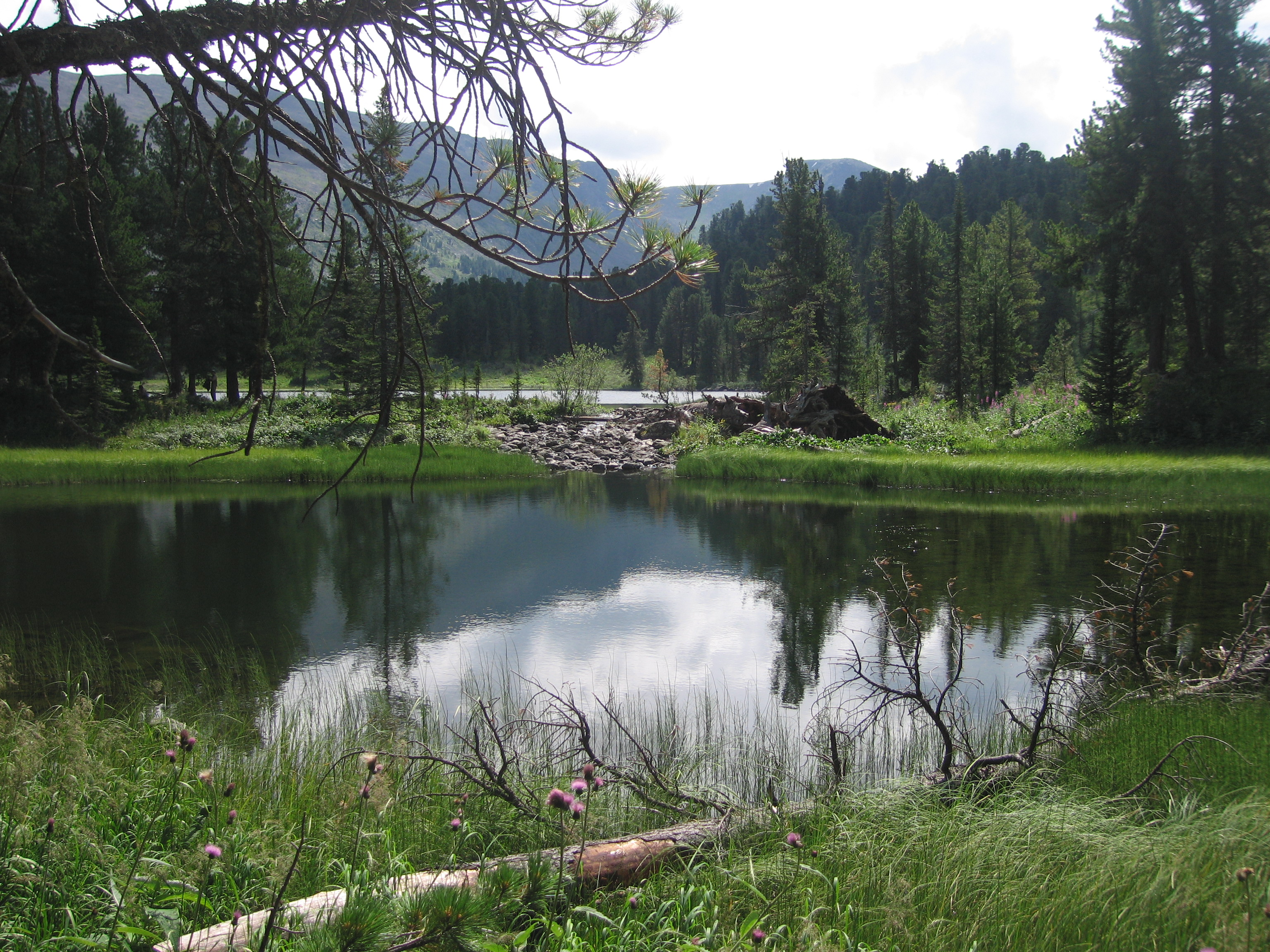
Озеро № 7, самое нижнее